# Enrique Fernández Viola
Enrique Fernández Viola (Montevideo, 10 juni 1912 – aldaar, 6 oktober 1985) was een Uruguayaans voetballer en voetbaltrainer. Hij is samen met Radomir Antić de enige trainer die zowel Real Madrid als FC Barcelona coachte.

## Spelerscarrière
Fernández begon zijn carrière bij Nacional. Nadat hij in 1935 met Uruguay de Zuid-Amerikaans voetbalkampioenschap (de huidige Copa América) won, maakte hij de overstap naar Europa, waar hij voor FC Barcelona ging spelen. Hij won er twee Catalaanse kampioenschappen en scoorde in La Liga 8 keer in 17 wedstrijden. Tijdens zijn passage bij Barcelona kwam hij ook drie keer uit voor het Catalaans voetbalelftal. Fernández sloot zijn spelerscarrière af bij Nacional.

## Trainerscarrière
Fernández begon zijn trainerscarrière bij Nacional, waar hij destijds ook zijn spelerscarrière was begonnen. Hij won meteen de landstitel met de club. Hij stapte in 1947 over naar FC Barcelona, waarmee hij in 1948 en 1949 kampioen werd in de Primera División. In zijn derde seizoen won de club voor de eerste keer in haar geschiedenis de Copa Latina. De vijfde plaats in het seizoen 1949/50 kostte hem echter zijn kop, Fernández werd vervangen door Fernando Daucik.
Fernández keerde dan maar terug naar Nacional en won in 1950 een nieuwe landstitel met de club. In 1953 ging hij echter aan de slag bij Real Madrid, de grote rivaal van Barcelona. Met mannen als Alfredo Di Stéfano, Francisco Gento, Miguel Muñoz en Héctor Rial in zijn selectie won hij in zijn eerste seizoen al de landstitel, de derde nog maar in de clubgeschiedenis van Real Madrid en de eerste sinds 1933. Hij coachte in het seizoen 1954/55 nog tien wedstrijden voor Real, maar hij werd in december 1954 vervangen door José Villalonga. Real Madrid werd dat seizoen kampioen en won in 1956 de allereerste Europacup I ooit onder Villalonga.
Na passages bij Colo-Colo, Sporting Lissabon en Real Betis werd hij in 1961 bondscoach van Uruguay. Na enkele passages in Argentinië sloot hij bij datzelfde Uruguay zijn trainerscarrière af.

## Erelijst

### Als speler
| Competitie                |          |                  |          |          |
| Competitie                | Aantal   | Jaren            |          |          |
| Nacional                  | Nacional | Nacional         | Nacional | Nacional |
| ------------------------- | -------- | ---------------- | -------- | -------- |
| Kampioen Primera División | 2x       | 1933, 1934       |          |          |
| FC Barcelona              |          |                  |          |          |
| Campionat de Catalunya    | 2x       | 1934/35, 1935/36 |          |          |
| Uruguay                   |          |                  |          |          |
| Campeonato Sudamericano   | 1x       | 1935             |          |          |

### Als trainer
| Competitie                |          |                  |          |          |
| Competitie                | Aantal   | Jaren            |          |          |
| Nacional                  | Nacional | Nacional         | Nacional | Nacional |
| ------------------------- | -------- | ---------------- | -------- | -------- |
| Kampioen Primera División | 2x       | 1946, 1950       |          |          |
| FC Barcelona              |          |                  |          |          |
| Kampioen Primera División | 2x       | 1947/48, 1948/49 |          |          |
| Copa Latina               | 1x       | 1949             |          |          |
| Real Madrid               |          |                  |          |          |
| Kampioen Primera División | 1x       | 1953/54          |          |          |
| Colo-Colo                 |          |                  |          |          |
| Kampioen Primera División | 1x       | 1956             |          |          |